# Вундерваффе
Вундерва́ффе (от нем. Wunderwaffe букв. «чудо-оружие») — термин, введённый в оборот во время Второй мировой войны германским министерством пропаганды, как совокупное название ряда масштабных исследовательских проектов, направленных на создание новых видов вооружений (напр., реактивная авиация, крылатые ракеты и т. д.) либо создание новых единиц артиллерии и бронетехники, своими габаритами некоторые опытные образцы иногда многократно перекрывали уже созданные («Maus», E-100) или ещё создающиеся образцы вооружений.
Из немецкого пришло в русский язык и стало широко употребляться в художественной литературе и периодике с середины 1950-х годов, а в настоящий момент признано в качестве общеупотребимого иностранного заимствования.

## История
С началом Второй мировой войны, главная ставка на возможную победу над противником делалась Германией именно на скоротечный победоносный блицкриг, затяжная война на истощение становилась большой проблемой для экономики Германии, особенно в постоянно усложняющейся военной обстановке, когда в итоге Германия вступила в военное противоборство с тремя мощнейшими экономическими державами мира (Великобритания, США, СССР) обладавшими не только огромными географическими размерами территорий, учитывая как метрополии, так и колониальные владения, протектораты и доминионы, но и значительными людскими ресурсами, и экономическими ресурсами полезных ископаемых, которые имелись на этих территориях. Проблема была очевидна и становилась всё более угрожающей, хотя темпы экономических мощностей и производство всех видов вооружений в течение всей войны в Германии постоянно только возрастали (пик их был именно в 1944 году), и несмотря на самые передовые научные достижения, и самые совершенные виды и типы вооружений созданные Германией в сравнении со своими противниками, как в стрелковом оружии, как в танках, как в военно-морских технологиях (особенно в подводном флоте), как в авиации (в том числе и реактивной), так и заканчивая совершенно революционным военным ракетостроением, которое вот-вот могло объединить свои достижения с разработками в немецком атомном проекте.
В 1943 году германский рейхсминистр вооружений Альберт Шпеер заявил: «Затяжная война будет выиграна посредством чудо-оружия». Нацистская пропаганда твердила о вундерваффе вплоть до самых последних дней Третьего рейха.
К концу войны немецкие учёные, инженеры и технологи сделали ряд предположений о главных направлениях развития военной техники будущего, в некоторых случаях сумев сделать своеобразный эскиз вооружений и армий конца XX века. Сам термин вундерваффе был изобретён не конструкторами-оружейниками, а пропагандистами Имперского министерства пропаганды Геббельса. Делалось это в большей мере для достижения психологического эффекта, поддержания боевого духа войск и подавления панических настроений среди населения.
Вера в чудо-оружие, способное кардинально изменить ход войны, сохранялось у высшего руководства Рейха до последнего дня:

Я уверенно смотрю в будущее. «Оружие возмездия», которым я располагаю, изменит обстановку в пользу Третьего Рейха
— Адольф Гитлер, 24 февраля 1945
Американский отдел психологической войны периодически проводил письменные опросы взятых в плен немецких солдат. На вопрос «Верите ли Вы, что Германия имеет секретное оружие, которое может решающим образом повлиять на исход войны?», в августе 1944 года положительно ответили 66 % пленных. Полгода спустя, в марте 1945 года, количество положительных ответов снизилось до 14 %.
Признанным на Западе экспертом по изучению вундерваффе является журналист Игор Витковский, среди книг которого есть и «Правда о вундерваффе».

## Примеры

### Оружие пехоты

#### Реактивные и динамореактивные противотанковые ручные гранатомёты

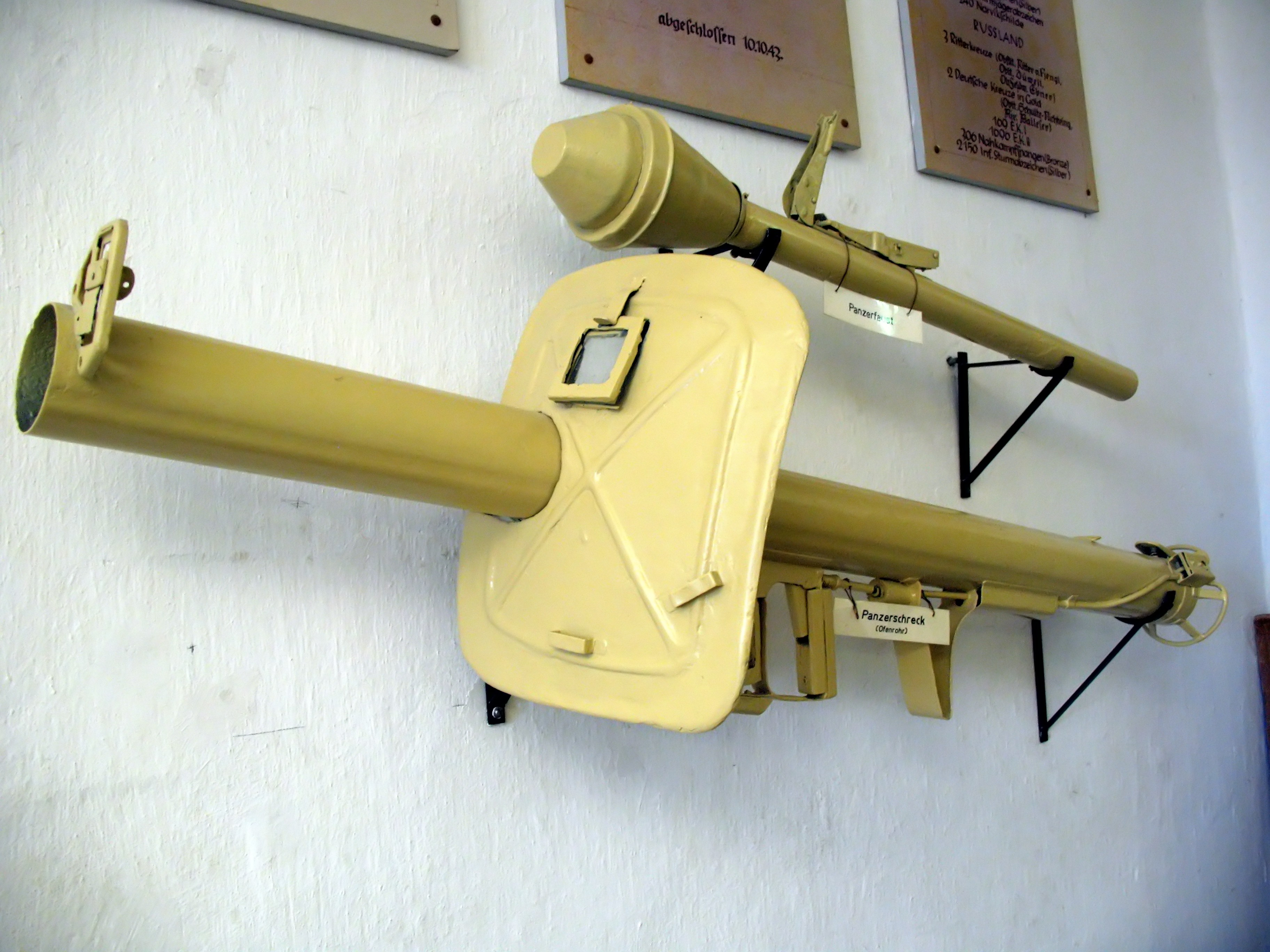
«Панцершрек» и «Панцерфауст»

- В число наиболее известных проектов лёгкого «вундерваффе» (никогда, впрочем, к нему официально не принадлежащего и приписанного в эту категорию лишь после войны историками) входили противотанковые гранатомёты «Панцершрек», «Фаустпатрон» («Панцерфауст»)[5].

Первоначально РПГ «Панцерфауст» имели небольшую дальность стрельбы (около 50-75 м), тем не менее, даже это делало их очень полезными в «полевой» войне (так как попадание такой реактивной гранаты в танк, гарантированно пробивало броню и уничтожало цель вместе с экипажем), и мер по противодействию этому новому немецкому оружию до конца войны выработано так и не было. Однако быстрое совершенствование этого оружия, появление модели «Панцерфауст 100» (увеличение надёжности, простоты, бронепробиваемости и эффективной дальности стрельбы до 100 метров), самой массовой из немецкого семейства одноразовых противотанковых гранатометов этого типа, а также продвижение фронтов в местности с высокой плотностью населения и густой застройкой, бои в лесах и укрепрайонах — ещё больше усложнили ситуацию для противников Германии. Всё более массовое применение ручных гранатомётов наносило огромные потери (до 30 %-35 % и более) бронетанковым войскам антигитлеровской коалиции, особенно при боях в городской местности. Это было несколько парировано своеобразными тактическими мерами — выделением специальных групп сопровождения танков, которые не давали бы приблизиться фаустникам на опасное расстояние к цели, тем не менее, потери продолжали быть ощутимыми — 20 % и выше. В целом, этот тип оружия оказался одним из действительно наиболее «прорывных» и исключительно удачных немецких проектов (им легко мог успешно пользоваться и подросток Гитлерюгенда, и пожилой Фольксштурмист, не говоря уже об опытных фронтовиках Вермахта), нанёсших войскам антигитлеровской коалиции огромные потери и оказавших радикальное влияние на всё военное дело, как во время Второй мировой, так и после её завершения.

#### Стрелковое оружие
- Автомат StG 44 (МП 44)
- Винтовка FG 42
- Винтовка G 41/43
- Пулемёт MG 42

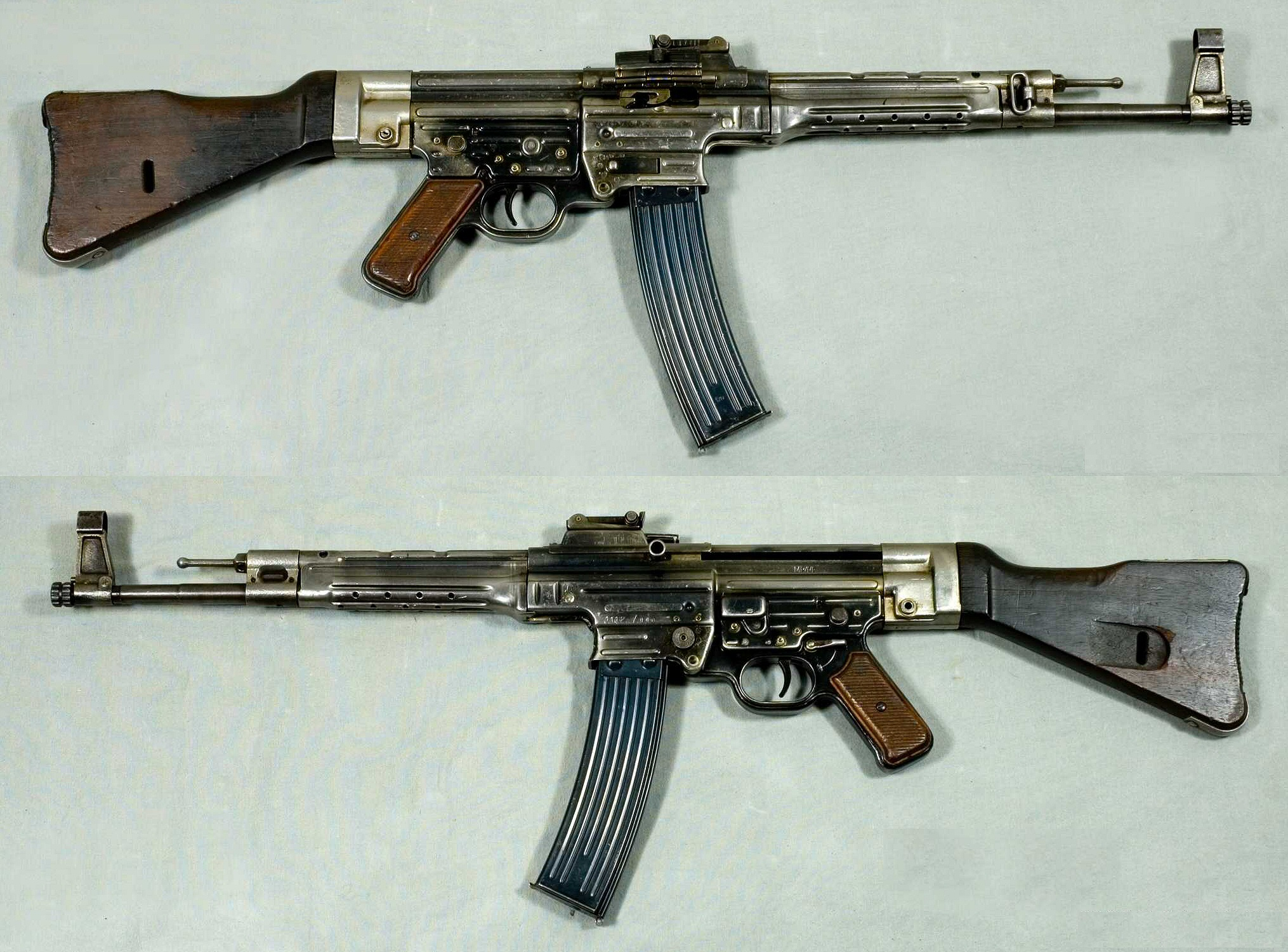
MP 44 (SturmGewehr 44) в шведском музее

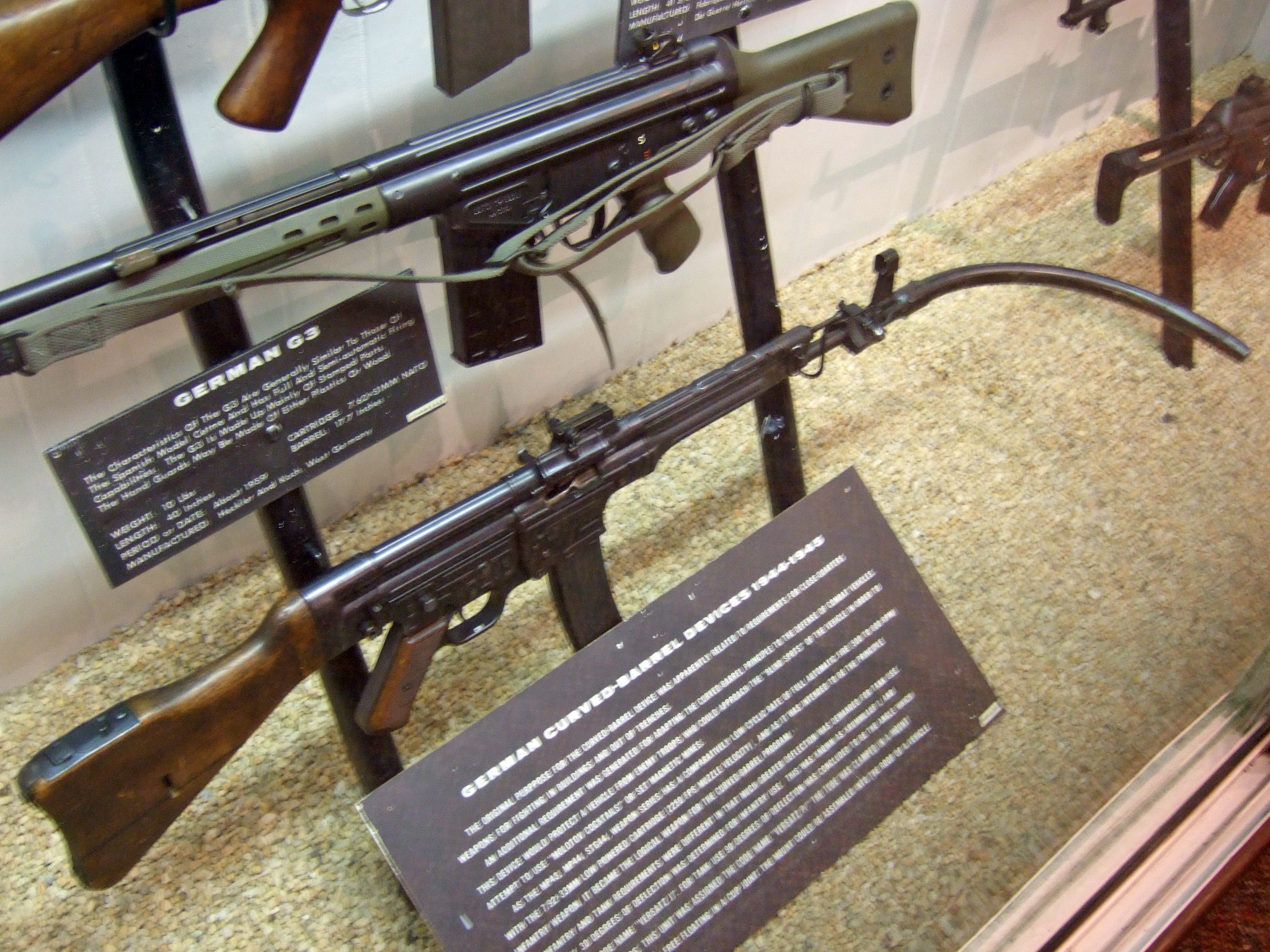
Приспособление к MP 44 (StG 44) для стрельбы из-за укрытий, Krummlauf («Согнутый ствол»)

- Ручные пулемёты под промежуточный патрон на базе StG 44

#### Ручные гранаты, мины и фугасы
Радиоуправляемые мины-торпеды («Голиаф», «Springer», «Borgward IV»), различные типы мин и гранат, которые разрабатывались и успешно испытывались, а кое-где и весьма успешно применялись в боевых условиях.
Массовое вооружение личного состава Вермахта вышеуказанными перспективными и передовыми образцами (автоматами под «промежуточный патрон» и едиными пулемётами типа MG 42) вкупе с ночными прицелами, глушителями и специальными приспособлениями для стрельбы из-за укрытий (разработанными и производившимися для нужд немецкой армии), а также наличие ручных пулемётов и гранатомётов на уровне отделение-взвод сделало бы немецкие сухопутные войска практически непобедимыми. В принципе, немцы после провозглашения Гитлером «тотальной войны» (30.01.1943) смогли основательно улучшить и усовершенствовать вооружение своих сухопутных войск, однако нового оружия и боеприпасов к нему постоянно не хватало, помимо этого у Германии уже не было достаточных сил, средств, а главное — не оставалось времени, на столь масштабные преобразования в середине-конце войны.

### Противотанковые управляемые ракетные снаряды
- Противотанковая управляемая ракета X-7 (Rotkappchen)[6]
- Противотанковая управляемая ракета Rumpelstilzchen
- Противотанковая управляемая ракета Rochen-1000
- Противотанковая управляемая ракета Rochen-2000
- Противотанковая управляемая ракета Flunder

Массовое применение этих ПТУРСов с дальностью действия по танкам и САУ в 1000-3000 метров, в оборонительных боях могло в определённой степени значительно затруднить операции танковых сил антигитлеровской коалиции.

### Танки
- Тяжёлый танк Pz.V «Пантера»
- Тяжёлый танк Pz.VI «Тигр»
- Тяжёлый танк Pz.VIB «Тигр II», известный также как «Королевский Тигр»
- Тяжёлый танк E-75 (проект)
- Сверхтяжёлый танк Panzerkampfwagen VII Löwe (проектный танк фирмы Крупп, от прототипа отказались в пользу «Мауса»)
- Сверхтяжёлый танк Panzerkampfwagen VIII Maus[6] массой 180 тонн (построено два прототипа, 1944)
- Сверхтяжёлый танк Е-100 массой 140 тонн (успели собрать только шасси, разобран на металлолом после войны)
- Сверхтяжёлый танк «Ratte» массой 1000 тонн[6] (гипотетический проект — всерьёз не рассматривался)
- Сверхтяжёлый танк «Monster» массой 1500 тонн[5] (гипотетический проект — всерьёз не рассматривался)

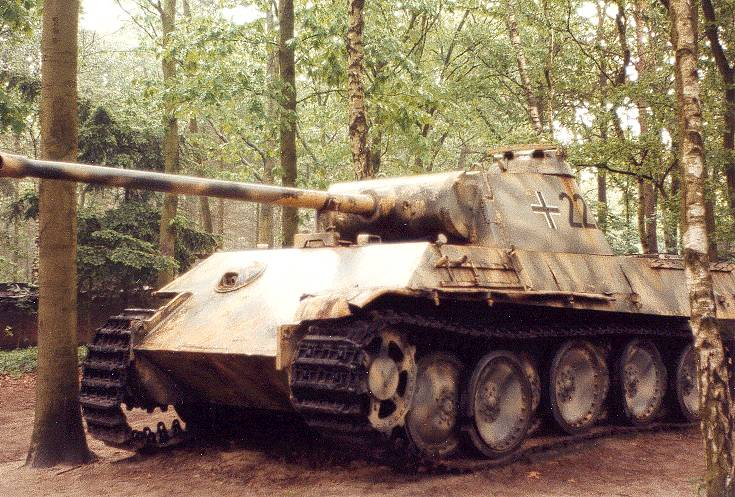
«Пантера» Pz.Kpfw. V Ausf. G 1-й танковой дивизии СС «Лейбштандарт СС Адольф Гитлер», Нидерланды, 1944

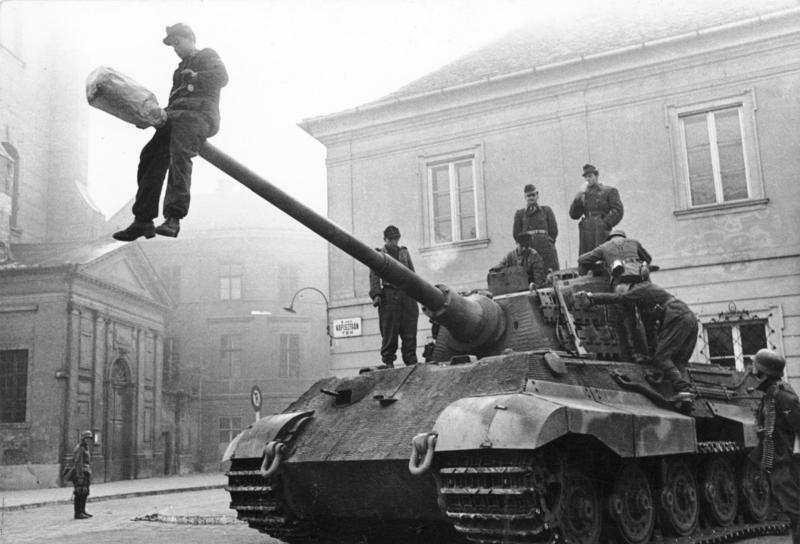
Германские и венгерские солдаты на «Тигре II». Будапешт, октябрь, 1944

В ходе Второй мировой войны германская танкостроительная школа сделала ставку на высокую технологичность, увеличение бронирования и мощность орудий, улучшение приборов наблюдения (включая инфракрасные приборы ночного видения). Лучшими немецкими танками считаются, ставшие почти легендарными даже в среде их противников, знаменитые танки «Тигр» и «Пантера».
Pz.VIB «Тигр II», известный также как «Королевский Тигр», явился дальнейшим развитием проекта танка Pz.VI «Тигр» и должен был стать его заменой, оснащался «Тигр II» орудием 88 мм, начал применяться в конце ВМВ, вступив в строй в 1944 году, впервые участвовал в бою в ходе сражений на Барануво-Сандомирском плацдарме. В целом весьма удачный образец такого типа, с боевой массой около 70 тонн, оказался весьма неплохим, как в плане его надежности, так и в плане боевых характеристик. Всего было выпущено 492 экземпляра этих машин.
Pz.VII «Löwe» (Лев) в строй не вступил. Изначально он являлся фактически «усиленной» версией Pz.VIB, планировалось вооружение в виде орудия калибром от 128 до 150 мм, вероятнее всего раздельного заряжания. Однако Гитлер счёл этого «хищника» мало практичным ввиду его низкой скорости хода и иных сопутствующих логистических проблем с ним — например, необходимостью создавать для машин тяжелее 75 тонн ремонтную и логистическую инфраструктуру фактически с нуля.
Pz.VIII «Maus» (Мышонок) был изготовлен лишь в двух экземплярах, и в войне де-факто участия не принял. По той же причине, что и Pz.VII «Лев» (ввиду низкой скорости хода и иных сопутствующих проблем) уже готовые 2 единицы танков «Маус» так и не вступили в бой, оставшись лишь опытными образцами на полигоне.
Применение этих танков (Pz VII—VIII) теоретически могло бы дать определённый выигрыш в небольших тактических операциях (особенно в обороне и в городских боях), благодаря их малой уязвимости и большой огневой мощи, позволявших уверенно поражать любые имевшиеся на тот момент вражеские танки с огромных (вплоть до 3 км и более) дистанций. Тем не менее, ввиду очевидной высокой стоимости и сложности производства этих машин, а также огромных логистических затруднений с их стратегическим и тактическим перемещением, то маленькое количество тяжелых и сверхтяжелых танков, которое могла бы позволить себе Германия в конце войны, никак не сказалось бы на ходе войны в целом. Появление новых эффективных танков противника, вроде ИС-3 и M26, усовершенствование противотанковой обороны и тактики противодействия (англо-американские войска на западном фронте как правило, уклонялись от прямых боестолкновений с превосходящими их по мощи немецкими танками и САУ, вызывая на помощь штурмовую авиацию), с высокой степенью вероятности почти полностью парировало бы германскую программу.

### Бомбовое и торпедное вооружение
- Управляемые бомбы Henschel Hs 293/294/295/296/297/298 (с августа 1943). Однако союзники по антигитлеровской коалиции стали использовать способы глушить радиоканал управления этими бомбами, а их самолёты-носители, неспособные к манёвру во время атаки, пытаться сбивать истребителями эскорта.
- Планирующая торпеда L 10 «Фридензенгель» (LT 950). Эта 950-кг торпеда представляла собой настоящий планёр с подвеской обычной торпеды, к которому на 10-метровом тросе крепился специальный датчик («самолётик»). После сброса с самолёта-носителя, «Фридензенгель» планировал к цели. В момент, когда «самолётик» цеплялся за воду, торпеда сбрасывалась, чем обеспечивался правильный угол её входа в воду. Испытания проводились на Me 410A в течение 1944 года с отличными результатами.[8]

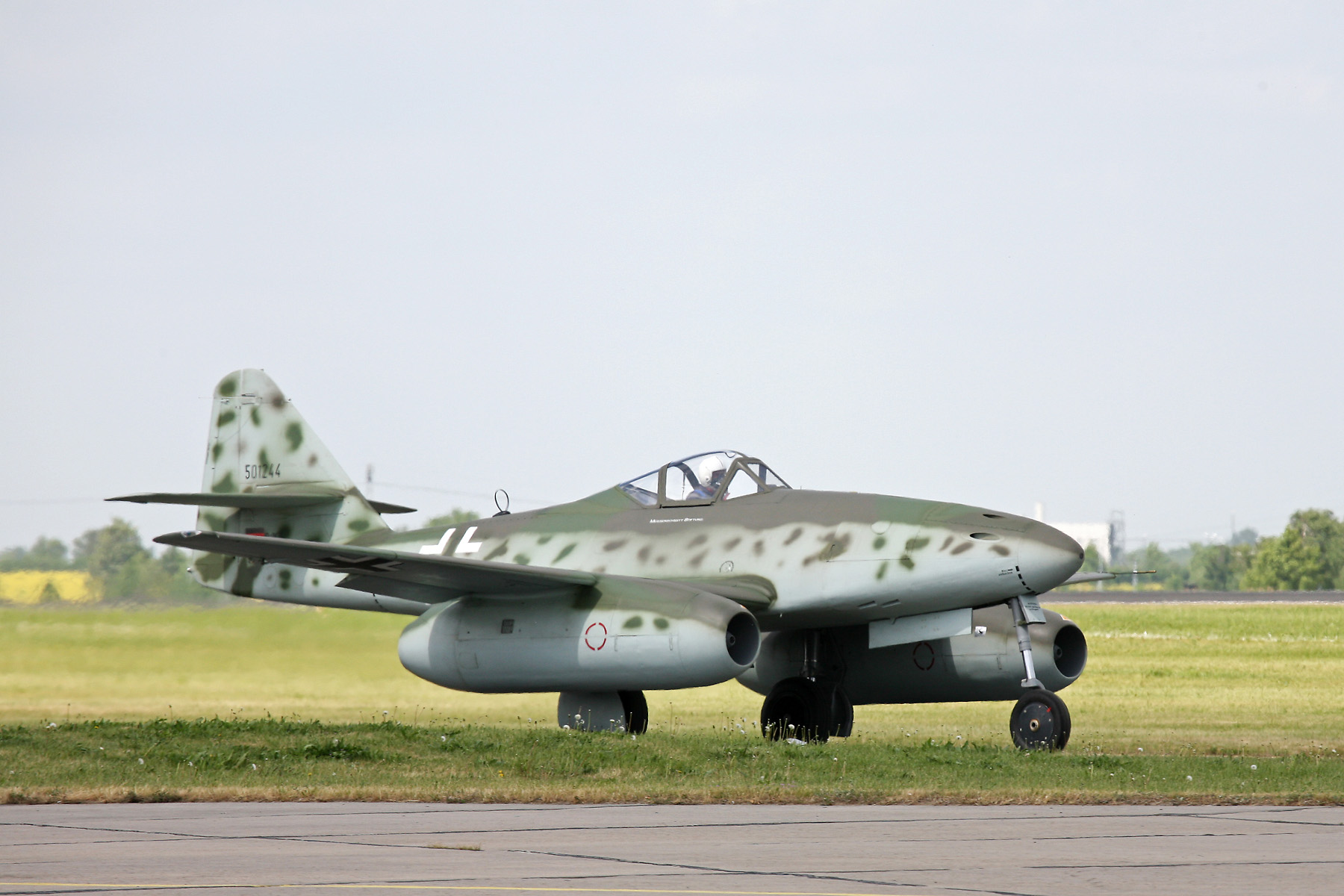
Me.262 на Берлинском авиашоу ILA 2006

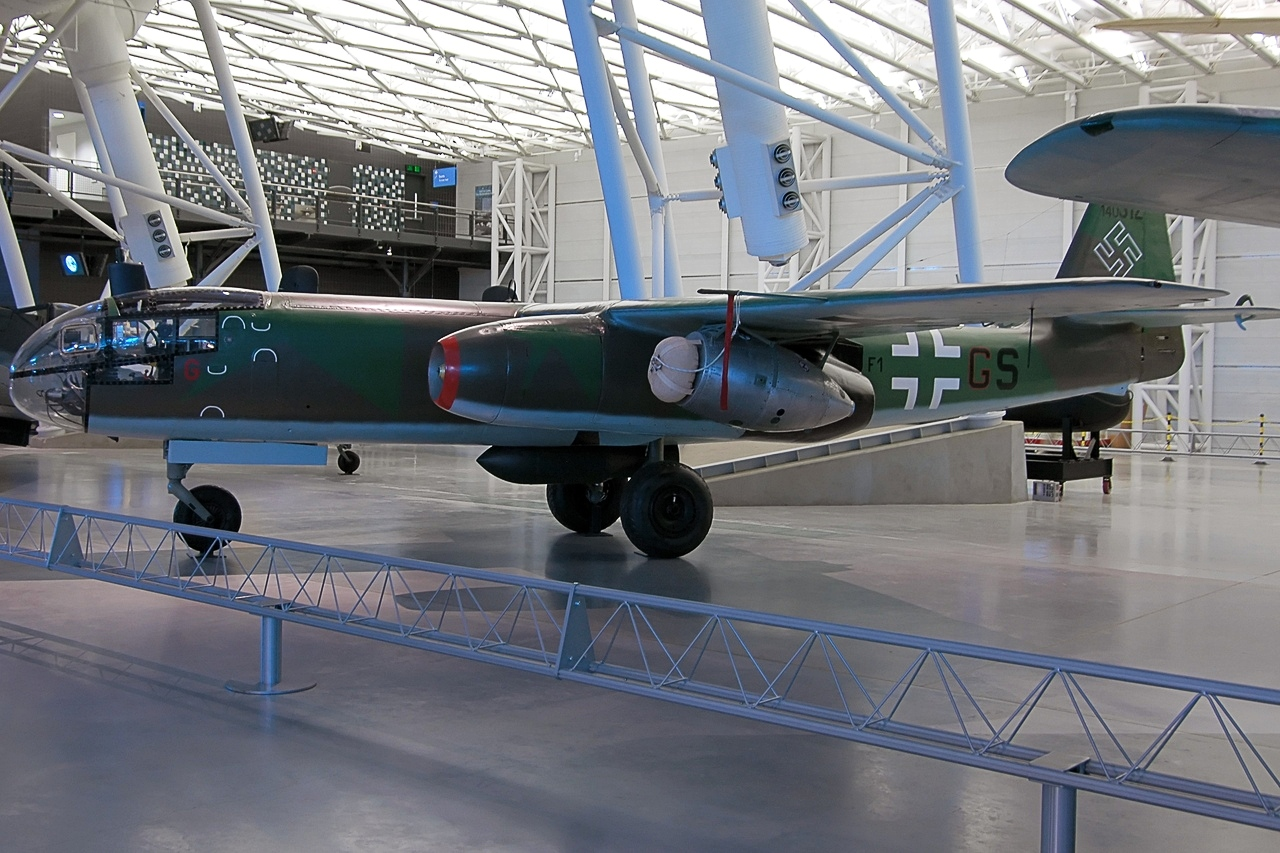
Arado Ar 234 Blitz в экспозиции музея

### Реактивные самолёты
- Ракетный истребитель Мессершмитт Me.163 «Komet»
- Турбореактивный истребитель Мессершмитт Me.262 «Schwalbe» / «Sturmvogel»[9].
- Турбореактивный истребитель Хейнкель He-162 «Volksjäger» / «Salamander» / «Spatz»[10].
- Турбореактивный бомбардировщик Арадо Ar 234 «Blitz»

Применение в Люфтваффе реактивных истребителей в конце войны нанесло большой урон авиации их противников. Однако в Германии в 1942—1945 было выпущено небольшое количество этих истребителей (около двух тысяч), для которых к тому же остро не хватало соответствующих опытных пилотов и топлива. Поэтому их применение носило весьма ограниченный характер. Германские реактивные самолёты также страдали от множества технических проблем, которые успешно разрешить до конца так и не удалось. В то же время, реактивные истребители США и Великобритании (такие как Lockheed F-80 Shooting Star и De Havilland DH.100 Vampire, соответственно) в конце 1945 года уже были запущены в серийное производство и могли бы наверное эффективно парировать германскую угрозу в воздухе. Уже в начале 1945 года немецкие турбореактивные двигатели уступали по мощности новым британским и американским разработкам, что в варианте дальнейшего возможного развития событий могло поставить немецкую реактивную авиацию в несколько проигрышное положение.

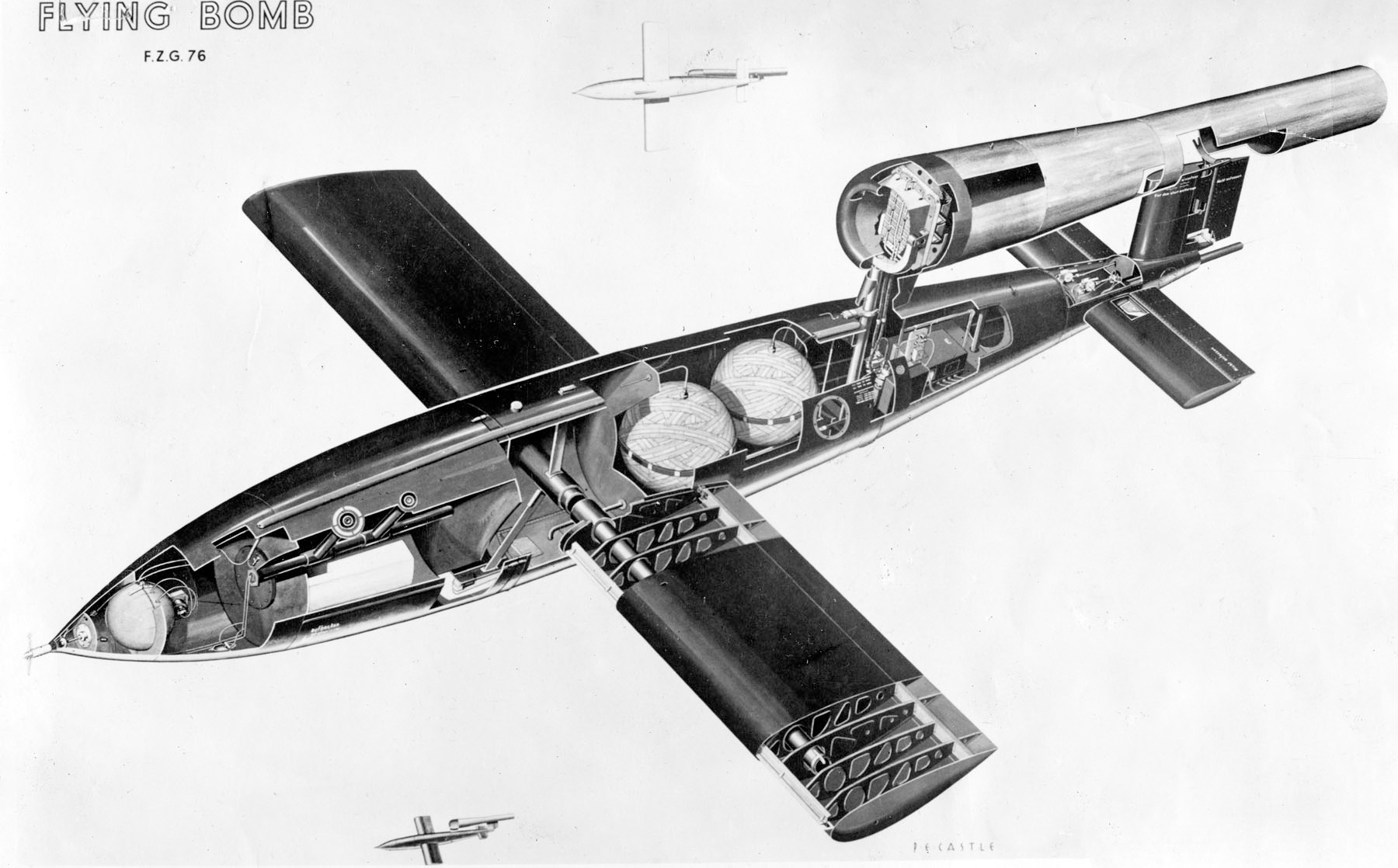
Устройство Фау-1

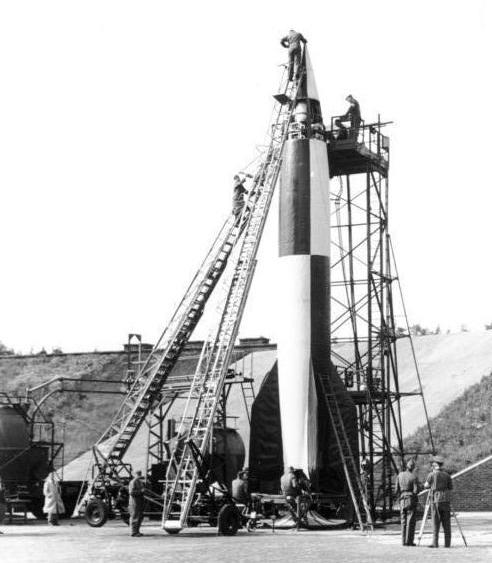
Подготовка к старту баллистической ракеты А4, Полигон Пенемюнде, Германия, март 1942

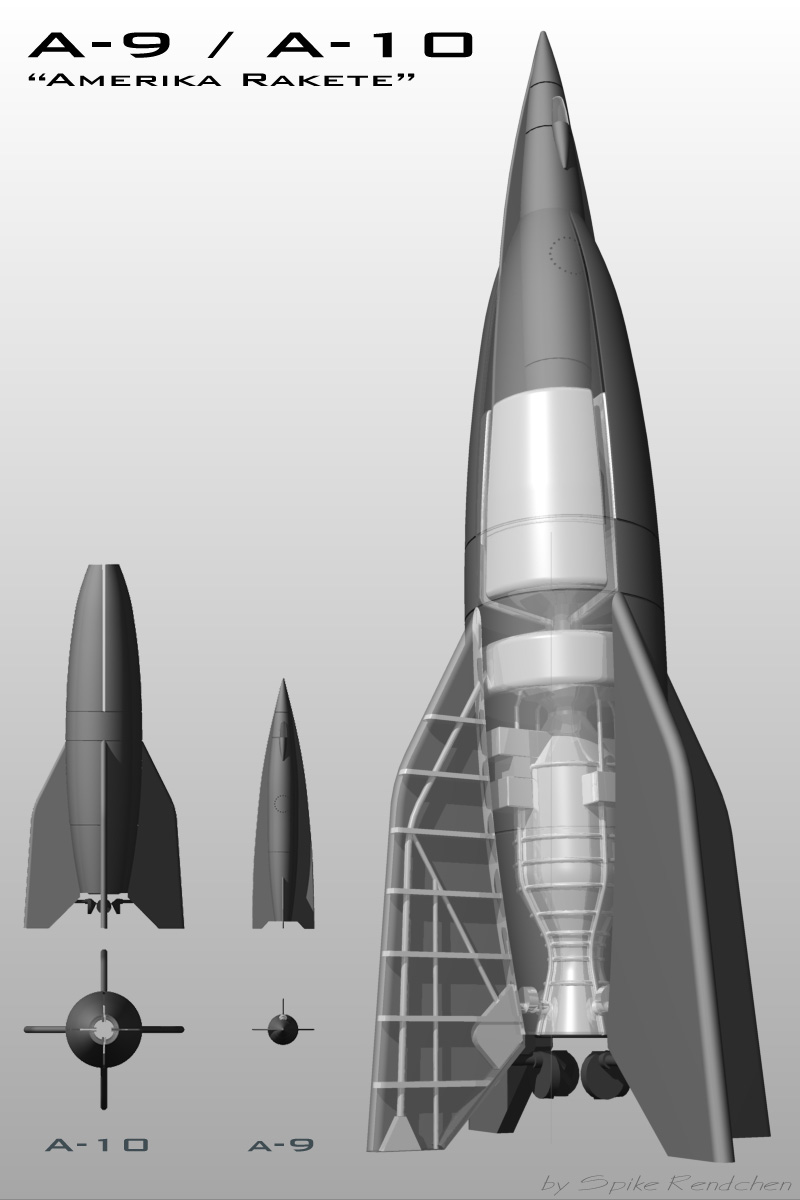
МБР А9/А10 — стадия проектных
разработок и исследований, 1942

### Крылатые, континентальные и межконтинентальные ракеты
Оружие возмездия (нем. Vergeltungswaffe; V-Waffen) — название ряда амбициозных авиационных и ракетно-артиллерийских проектов нацистской Германии по созданию оружия для более действенных бомбардировок английских городов и вновь планируемых атак на США, как акт «возмездия» за налёты союзников по антигитлеровской коалиции на города Германии.
В выступлениях пропагандистов Третьего Рейха в качестве синонимов «оружия возмездия» употреблялись понятия «Копьё Вотана», «Меч Зигфрида» и иные понятия древнегерманской мифологии. Начиная с того времени, когда руководители Рейха на основе анализа экономического и военного положения стали понимать, что страна начинает проигрывать войну, «оружием возмездия» называлось и могло считаться таковым, по значимости для предполагаемой победы, достаточно много образцов новой военной техники появившихся в Германии на заключительном этапе войны.
Образцы ракетного вооружения предназначались в первую очередь для дальнейшего использования против целей в Великобритании, однако после высадки в Нормандии англо-американских войск, они стали применяться также по целям на материковой территории Западной Европы. Основным «оружием возмездия» являлись ракеты Фау-1 (их пилотная версия Фау-4) и Фау-2, а также артиллерийское орудие Фау-3. Наиболее известными, широко использовавшимися в боевом применении проектами тяжёлого «оружия возмездия» являются реактивный беспилотный самолёт-снаряд (крылатая ракета) Фау-1 (V-1, Fi-103) и континентальная баллистическая ракета Фау-2 (V-2, A4).
- Крылатая ракета (самолёт-снаряд) «Фау-1» (применялась с 13 июня 1944). К 29 марта 1945 года 10 492 ракет было запущено по Англии (из них 8 892 с наземных пусковых установок и 1 600 с самолётов)[13]; 3200 упали на её территории, из них 2419 достигли Лондона, вызвав потери в 6184 человека убитыми и 17 981 ранеными[14]. Тем самым, на каждую достигшую Лондона ракету приходилось 10 погибших или раненых лондонцев. В городе было разрушено около 23 000 зданий и до 100 000 получили повреждения различной степени. Также атакам Фау-1 подвергались Портсмут, Саутгемптон, Манчестер и ряд других британских городов. В завершающие месяцы войны немцы усиленно атаковали самолётами-снарядами важные центры Западной Европы — Льеж (3 141 пуск), Антверпен (2 183 пуска), Брюссель (151 пуск), Париж.[13] В целом, по соотношению «стоимость/эффективность», Фау-1 была достаточно эффективным оружием (в отличие от существенно более дорогой баллистической ракеты Фау-2). Она была дешёвой и простой, могла производиться и запускаться массово, не требовала обученных пилотов и в целом, даже с учётом значительных потерь самолётов-снарядов от противодействия англичан, наносимый ракетами ущерб был больше затрат на их производство. Полностью собранная Фау-1 стоила всего 3,5 тысяч рейхсмарок — менее 1 % от стоимости пилотируемого бомбардировщика с аналогичной бомбовой нагрузкой. Следует также учитывать, что противодействие ракетным обстрелам потребовало от британцев значительных усилий, задействования множества зенитных орудий, истребителей, прожекторов, РЛС и персонала, и в итоге значительно превосходило по стоимости сами задействованные ракеты, даже без учёта наносимого ими ущерба.
- Континентальная ракета «Фау-2» (первый боевой пуск 8 сентября 1944). Количество осуществлённых боевых пусков ракеты составило 3225. Применялась с целью запугивания, поражая в основном мирное население (погибло около 2700 человек[15], обстрелу подвергалась в основном территория Великобритании, в особенности отличающийся большой площадью город Лондон)[15]. «Фау-2» является первым в истории объектом, совершившим суборбитальный космический полёт, достигнув при вертикальном запуске высоты в 188 км.[16] После войны являлась прототипом для разработки первых баллистических ракет в США, СССР и других странах.
- Межконтинентальная ракета «А9/А10» была менее известным, но тем не менее реально существовавшим ещё с 1942 года проектом, доведённым до той или иной степени исполнения. Это был проект 100-тонной управляемой двухступенчатой первой в мире межконтинентальной ракеты (МБР) А9/А10 «Amerika-Rakete», или «Projekt Amerika», для бомбардировки Нью-Йорка и других городов восточного побережья США. Чисто технически, эта ракета являлась скорее сверхзвуковой крылатой, так как её вторая ступень представляла собой крылатый ракетоплан, движущийся не по баллистической, а по планирующей траектории. На 1 января 1945 года только в Пенемюнде работали над проектом двухступенчатой ракеты А9 (Lрак = 18 м, дальность стрельбы 4 тыс. км; западные источники указывают дальность 5 тыс. км) 1940 специалистов[17]. В январе 1945 года было произведено два лётных испытания А9. Иногда встречаются утверждения, что к концу войны программа A9/A10 была близка к реализации, или даже испытана в пилотируемой версии. Тем не менее, факт каких-либо существенных работ по программе A9/A10 вызывает сомнения, так как материальных свидетельств какого-либо практического воплощения работ по проекту не существует. Согласно данным расследования, проведённого журналом «Техника — молодёжи», программа не продвинулась далее эскизов и расчётов.[18]. Предположительные экспериментальные запуски A9, вероятно, являются результатом путаницы с реально проводившимися (неудачными) запусками ракеты A4b — крылатой версии ракеты A4, которая по представлениям конструкторов должна была бы иметь большую дальность чем обычная А4.
- Баллистическая ракета на твёрдом топливе «Рейнботе» (Rheinbote). Этот компактный снаряд представлял собой попытку создания тактической неуправляемой многоступенчатой ракеты, способной играть роль аналогичную тяжёлой артиллерии (при значительно более высокой подвижности). Ракета оказалась неудачной из-за низкой точности и мизерного веса боевой части, в результате чего её применение было трудно даже заметить.

### Подводные лодки
- Сверхскоростные подводные лодки серии XVII/XXVI с двигателем Вальтера.
- Подводные лодки серии XXI/XXIII (Elektroboot).

В 1943-44 годах противолодочная оборона союзников по антигитлеровской коалиции достигла такого уровня, что немногие немецкие лодки могли рассчитывать на потопление хотя бы одного судна и даже своё возвращение хотя бы из первого похода. Массовое применение в Кригсмарине быстроходных и малошумных подводных лодок нового типа могло бы нанести урон океанским коммуникациям противника, и затруднить переброску войск и снаряжения в Европу. Однако, дальнейшее развитие противолодочной обороны противника, как качественное (создание новых сонаров, самонаводящихся торпед, таких как Mark 24 FIDO и т. д.), так и количественное (введение в строй десятков новых кораблей), скорее всего, не позволило бы проблеме приобрести масштабный характер.

### Фосфорорганические отравляющие вещества
К концу войны были практически достроены полностью автоматизированные промышленные химические установки для получения табуна и зарина. В стадии исследований находился Е-600. Готовилось производство ещё более мощных ядов, например зомана.
Массированное применение новых ОВ могло дать выигрыш в тактических операциях, а в случае применения таких ОВ в боеголовках баллистических ракет могло бы в случае успеха принести даже отдельные политические выигрыши. Тем не менее, ввиду низкой вероятности достижения значительного эффекта с помощью этого капризного оружия, которое даже в ходе Первой Мировой войны «дало» лишь чуть более 1 % от безвозвратных потерь армий стран-участниц — при том, что тогда де-факто не существовало ни средств химзащиты, ни тактики противодействия этой «напасти» — даст по войскам сколько-нибудь заметный эффект только в первый момент, когда войска забыли о химзащите, так как у многих солдат «в противогазной сумке давно хлеб».
Эффект от применения химического оружия по городам был бы сильнее из-за отсутствия достаточного количества средств защиты и из-за паники жителей.
Однако, в силу очень невысокой реальной боевой эффективности такого оружия и его небезопасности для применяющей стороны, а также значительного превосходства Союзников в стратегической авиации, обладавшей широкими возможностями доставки ОВ на территорию Германии, любая мыслимая химическая война была бы невыгодна для Германии: во-первых, сколь-либо значительного военного результата это все равно не дало бы, а вот ответные действия Союзников были бы ещё сильнее.

### Попытка создания ядерного оружия
- Реактор B VIII. По непроверенным данным, немецкие учёные-ядерщики всё же смогли обогатить уран и изготовить действующую модель ядерного взрывного устройства с неполной цепной реакцией («шипучку»; fizzle) и тротиловым эквивалентом около 100 тонн.[источник не указан 4701 день].

Косвенным подтверждением является работа немецких ученых в программе обогащения урана в СССР и разработка ими полного процесса обогащения урана (центрифугированием). Однако в Германии эти проекты всерьёз начали рассматривать лишь в середине войны, финансировались они крайне скудно, а также в Германии не было необходимых запасов урана; к тому же недостаточно компетентная нацистская верхушка упустила шанс обзавестись ядерным оружием, не веря в возможность его создания. Альберт Шпеер писал, что в связи с введением эмбарго на поставки вольфрама из Португалии летом 1943 года уран использовался в производстве сердечников бронебойных подкалиберных снарядов. Официально проект атомной бомбы был свёрнут осенью 1942 года, но учёные продолжали разработку ядерных корабельных реакторов. В 1945 году немцы вплотную приблизились к созданию реактора (на три года позднее американцев), но немецкая экспериментальная установка так и не заработала.

### Прочее
- Приборы ночного видения, как стационарные, так и переносные, используемые индивидуально (Zielgerät 1229 «Vampir»).

Разработка первых образцов немецких приборов ночного видения была начата производственной компанией Allgemeine Electricitats-Gesellschaft (AEG) в 1936 и в 1939 году был представлен первый удачный прототип для использования на противотанковых пушках Pak 35/36 L/45. Инфракрасные приборы ночного видения успешно применялись в Вермахте с 1943 года, впервые достаточно массово — в операции «Весеннее пробуждение» (1945), где с одной стороны показали не только свою очень высокую эффективность, но и малую полезность в условиях мокрого снегопада и уязвимость из-за постоянных засветок от артиллерийского огня и средств подсветки поля боя с помощью прожекторов. В 1944 году германской промышленностью была выпущена опытная партия из примерно 300 инфракрасных прицелов Zielgerät 1229 (ZG.1229) «Vampir», которые устанавливались на автоматы StG 44.
- Немецкие камуфляжи Второй мировой войны: Splittertarnmuster, Flecktarn, Erbsenmuster, Лейбермустер

## В массовой культуре
- В книге Александра Гарроса и Алексея Евдокимова «(Голово)ломка» используется пародийный приём из телепередачи «Каламбур», а именно из сериала «Железный капут»[20]:

Разработчиков спровадили в бессрочные неоплаченные отпуска, командование повело битвы за конвертируемую зелень, ЗГВ расформировали — и про вундерваффе все забыли.
- В самом же сериале «Каламбур», главный герой — майор, барон фон Швальцкопф XII — практически в каждой серии опробует очередное секретное оружие кайзера на противниках-аборигенах или на своих подчинённых.
- Новое секретное оружие фюрера — газ с наркозоподобными стимулирующими свойствами — становится завязкой сюжета в комедийном фильме «Крепкий орешек» (СССР, 1967).
- В «Call of Duty: World at War» присутствует Wunderwaffe DG-2 —- электровинтовка, созданная немецкими учеными на заводе «Великан». Встречается только в зомби-режиме и используется, соответственно, против зомби, причём очень эффективно.
- По аналогии с исходным звучанием («Вундерваффе»), в русскоязычных оружейных сообществах презрительно называют «Вундервафлей» различную военную технику, которая претендует на прорывные качества, но на деле оказывается малополезной, как например российский танк «Армата».